# تپه منصور باغ ۲
تپه منصور باغ ۲ مربوط به دوران‌های تاریخی پس از اسلام است و در شهرستان قزوین، بخش رودبار شهرستان، روستای منصور باغ واقع شده و این اثر در تاریخ ۲۵ اسفند ۱۳۷۹ با شمارهٔ ثبت ۳۲۰۹ به‌عنوان یکی از آثار ملی ایران به ثبت رسیده است.